# Team Optum-Kelly Benefit Strategies/Saison 2012
Dieser Artikel listet Erfolge und Fahrer des Radsportteams Optum-Kelly Benefit Strategies in der Saison 2012 auf.

## Erfolge in der America Tour
| Datum     | Rennen                                | Kat. | Fahrer     |
| --------- | ------------------------------------- | ---- | ---------- |
| 30. März  | 1. Etappe Vuelta Ciclista al Uruguay  | 2.2  | Ken Hanson |
| 3. April  | 5. Etappe Vuelta Ciclista al Uruguay  | 2.2  | Ken Hanson |
| 4. April  | 6. Etappe Vuelta Ciclista al Uruguay  | 2.2  | Ken Hanson |
| 8. April  | 10. Etappe Vuelta Ciclista al Uruguay | 2.2  | Ken Hanson |
| 3. August | 1. Etappe Tour of Elk Grove (EZF)     | 2.1  | Tom Zirbel |
| 4. August | 2. Etappe Tour of Elk Grove           | 2.1  | Ken Hanson |
| 5. August | 3. Etappe Tour of Elk Grove           | 2.1  | Ken Hanson |

## Erfolge in der Asia Tour
| Datum     | Rennen                  | Kat. | Fahrer          |
| --------- | ----------------------- | ---- | --------------- |
| 23. April | 2. Etappe Tour de Korea | 2.2  | Alex Candelario |
| 28. April | 7. Etappe Tour de Korea | 2.2  | Ken Hanson      |
| 29. April | 8. Etappe Tour de Korea | 2.2  | Ken Hanson      |

## Erfolge in der Europe Tour
| Datum         | Rennen       | Kat. | Fahrer     |
| ------------- | ------------ | ---- | ---------- |
| 23. September | Gooikse Pijl | 1.2  | Ken Hanson |

## Platzierungen in UCI-Ranglisten
| UCI Continental Circuit | Platz |
| ----------------------- | ----- |
| UCI America Tour 2012   | 4     |
| UCI Asia Tour 2012      | 32    |
| UCI Europe Tour 2012    | 82    |

## Abgänge – Zugänge
| Zugänge             | Team 2011                    | Abgänge         | Team 2012                    |
| ------------------- | ---------------------------- | --------------- | ---------------------------- |
| Scott Zwizanski     | UnitedHealthcare Pro Cycling | Daniel Holloway | Team Raleigh-GAC             |
| Tom Zirbel          | Jamis-Sutter Home            | Julian Kyer     | Garneau-Quebecor-Norton Rose |
| Ken Hanson          | Jelly Belly Cycling          | Dan Bowman      | Unbekannt                    |
| Sebastian Salas     | Team Exergy                  | Alexander Boyd  | Unbekannt                    |
| Cody O’Reilly       | Bissell (2010)               | Jason Donald    | Unbekannt                    |
| Ian Moir            | Neoprofi                     | Guy East        | Unbekannt                    |
| Christopher Parrish | Neoprofi                     |                 |                              |

## Mannschaft
| Name                | Geburtstag    | Nationalität       |
| ------------------- | ------------- | ------------------ |
| Jesse Anthony       | 12. Juni 1985 | Vereinigte Staaten |
| Andrew Bajadali     | 1. Mai 1973   | Vereinigte Staaten |
| Colton Barrett      | 17. Apr. 1991 | Vereinigte Staaten |
| Alex Candelario     | 26. Feb. 1975 | Vereinigte Staaten |
| Marsh Cooper        | 22. Aug. 1985 | Kanada             |
| Michael Creed       | 8. Jan. 1981  | Vereinigte Staaten |
| Michael Friedman    | 19. Sep. 1982 | Vereinigte Staaten |
| Chad Haga           | 26. Aug. 1988 | Vereinigte Staaten |
| Ken Hanson          | 14. Apr. 1982 | Vereinigte Staaten |
| Cheyne Hoag         | 17. März 1989 | Vereinigte Staaten |
| Ian Moir            | 10. Jan. 1991 | Vereinigte Staaten |
| Reid Mumford        | 22. Mai 1976  | Vereinigte Staaten |
| Cody O’Reilly       | 24. Jan. 1988 | Vereinigte Staaten |
| Christopher Parrish | 29. Jan. 1986 | Vereinigte Staaten |
| Sebastian Salas     | 2. Okt. 1987  | Kanada             |
| Mike Sherer         | 10. Okt. 1986 | Vereinigte Staaten |
| Thomas Soladay      | 20. Aug. 1983 | Vereinigte Staaten |
| Tom Zirbel          | 30. Okt. 1978 | Vereinigte Staaten |
| Scott Zwizanski     | 29. Mai 1977  | Vereinigte Staaten |